# Marcel Sgrò Cabré
Marcel Sgrò Cabré (Barcelona, España, 27 de mayo de 1997), conocido deportivamente como Marcel Sgrò, es un futbolista español que juega como defensa central. Actualmente forma parte del CE Europa del Grupo III de la Segunda Federación, cuarta categoría del fútbol español.

## Trayectoria deportiva
Sus inicios en el balompié tuvieron lugar en el fútbol base catalán. Desarrollándose como jugador en clubes históricos como el Club Esportiu Europa, RCD Espanyol de Barcelona o Unió Esportiva Cornellà.
Con el conjunto cornellanense llegaría a debutar en División de Honor Juvenil de España y el siguiente curso 13/14, firmó por el primer combinado U19 del Villarreal Club de Fútbol. En su último año como juvenil regresó a las filas del RCD Espanyol de Barcelona donde se proclamó campeón del grupo tercero en la máxima categoría del fútbol juvenil español.
Su debut como sénior fue en la temporada 2017/2018 firmando por el Club de Futbol Gavà en aquel entonces en Tercera División de España, no obstante pronto, esa misma campaña, recaló en el primer equipo de la UD Alzira del grupo sexto de la misma categoría nacional donde fue titular en la totalidad del campeonato restante.
En verano de 2018 firma contrato con el Deportivo Alavés pasando a formar parte de su filial directo en el que permaneció hasta el mercado invernal, siendo cedido al Club de Fútbol San Ignacio, club colaborador de los primeros que militaba en el grupo cuarto de Tercera División con quienes, tras acabar en cuarto lugar en liga disputó la fase de ascenso a  Segunda División B de España. La temporada siguiente continuó formando parte de la misma disciplina acabando nuevamente en la zona alta de la tabla.
Para la temporada 2020/2021 recaló en el Elche Club de Fútbol para incorporarse a la plantilla del conjunto filial, el Elche Ilicitano CF, con el que al posicionarse como segundos clasificados en liga de Tercera División, disputó la fase de ascenso a la nueva categoría de Segunda División RFEF cayendo en la final ante el Club de Fútbol Intercity por 1-0.
De cara al curso 2021/2022 el central catalán dio el salto al fútbol profesional internacional fichando por la UE Sant Julià para competir en la Primera División de Andorra. Esa misma campaña además se proclama como subcampeón de la Supercopa de Andorra anotando en la final ante Inter Club d'Escaldes.

## Carrera deportiva

### Clubes
| Club                    | País    | Año               |
| ----------------------- | ------- | ----------------- |
| CF Gavá                 | España  | 2017              |
| UD Alzira               | España  | 2017 – 2018       |
| Deportivo Alavés "B"    | España  | 2018              |
| CF San Ignacio          | España  | 2019 – 2020       |
| Elche Ilicitano         | España  | 2021              |
| UE Sant Julià           | Andorra | 2021 – 2022       |
| Atlètic Club d'Escaldes | Andorra | 2022 – 2024       |
| CE Europa               | España  | 2024 - Actualidad |